# Saadi Salama
Saadi Salama (sinh ngày 26 tháng 1 năm 1961) là một nhà ngoại giao của Palestine. Ông là Đại sứ Đặc mệnh Toàn quyền Nhà nước Palestine tại Việt Nam (đồng thời kiêm nhiệm Lào và Campuchia) từ năm 2009 đến nay. Từ ngày 1-12-2019, ông đồng thời giữ chức vụ Trưởng Đoàn Ngoại giao tại Việt Nam. Ông sinh ra và lớn lên ở tỉnh Hebron, miền nam Palestine và là một người thuộc dòng họ ALTUMAIZI. Năm 19 tuổi, Saadi Salama nhận được học bổng đi du học và đã chọn sang Việt Nam để theo học tại Trường Đại học Tổng hợp Hà Nội. Sau khi tốt nghiệp, ông đã công tác tại các cơ quan đại diện ngoại giao của Palestine ở Việt Nam, Lào, Yemen, Ghana… 
Ông là một trong số ít người nước ngoài có thể nói Tiếng Việt thành thạo như tiếng mẹ đẻ. Ông được coi là một chuyên gia người Ả Rập về Việt Nam, Lào, Campuchia và Đông Nam Á nói chung. Ông đã dịch và hiệu đính một số tác phẩm từ tiếng Việt sang tiếng Ả Rập và ngược lại, như cuốn sách "Điện Biên Phủ - 5 điều kỳ diệu chưa từng có trong lịch sử chiến tranh".
Đầu năm 2023, cuốn sách "Câu chuyện Việt Nam của tôi" được ông viết trong gần năm năm, đã được xuất bản. Trong lời tựa cho cuốn sách này, ông Nguyễn Quang Thiều - Chủ tịch Hội Nhà văn Việt Nam - viết: "Cảm nhận của ông về con người và đất nước Việt Nam làm cho chính người Việt Nam nhận ra những vẻ đẹp mới trong văn hóa của xứ sở mình. Ông mang một cách nhìn từ một nền văn hóa khác, từ một vùng địa lý khác và từ một tôn giáo khác để làm cho Việt Nam hiện ra trong tinh thần mới mẻ".

## Tiểu sử
Saadi Salama sinh ra tại làng Idna ở tỉnh Hebron, thuộc Bờ Tây, Palestine.Từ năm 1976 đến năm 1979, Saadi Salama theo học tại Trường Trung học Al-Hussein Bin Ali tại Hebron. Năm 1980, ông được học bổng sang Việt Nam theo học tại Trường Đại học Tổng hợp Hà Nội, Khoa Tiếng Việt và Nghiên cứu Chính trị. Năm 1994, ông có thêm Bằng Nghiên cứu cao cấp về Thông tin Đại chúng của Trường Đại học Sana’a, Yemen.
Sự nghiệp chính trị của Saadi Salama bắt đầu từ năm 1976 khi ông tham gia các hoạt động chống sự chiếm đóng của Israel tại Palestine.
Quá trình làm việc của ông Saadi Salama bắt đầu từ năm 1982 khi là Bí thư phụ trách về thông tin của Văn phòng Tổ chức Giải phóng Palestine (PLO)  tại Hà Nội, Việt Nam. Từ năm 1984, ông là Phó đại diện của Văn phòng PLO tại Vientiane, Lào, Bộ phận Chính trị, trong thời gian 5 năm. Năm 1989, ông quay lại làm việc tại Đại sứ quán Nhà nước Palestine tại Hà Nội với nhiệm vụ là Phó Đại diện. Năm 1992, ông chuyển đến Sana, Yemen và làm Phó Đại diện của Đại sứ quán Nhà nước Palestine. Tháng 3 năm 2003, ông giữ chức vụ Trưởng đại diện của Đại sứ quán Palestine tại Yemen.
Tháng 10 năm 2005, ông Salama được chọn làm Đại sứ Nhà nước Palestine tại nước Cộng hoà Ghana, đồng thời là Đại sứ không thường trú tại Cộng hòa Guinea Xích đạo và Cộng hòa Sierra Leone.
Từ năm 2009 đến nay, ông Saadi Salama là Đại sứ Nhà nước Palestine tại Việt Nam, đồng thời là Đại sứ không thường trú của Palestine tại Lào và Campuchia.
Đại sứ Saadi Salama đã lập gia đình và có bốn con, hiện đều đã trưởng thành. Bên cạnh tiếng Ả Rập là ngôn ngữ mẹ đẻ, ông sử dụng thành thạo tiếng Anh và tiếng Việt.